# 平川市
平川市（ひらかわし）は、青森県津軽地方の市。中南地域に属する。

## 沿革
2006年（平成18年）1月1日、南津軽郡尾上町・平賀町・碇ヶ関村が合併して発足した。
平川市の名称は、旧3町村を流れる岩木川の支流・平川に由来するが、平川は旧碇ヶ関村と旧平賀町の間で、大鰐町と弘前市も流れている。旧碇ヶ関村と旧平賀町は境界を接しているが、その境界線は山地で道路が通じておらず、従って旧碇ヶ関村地区は実質上の飛地である。
当初、弘前市・黒石市・岩木町・相馬村・西目屋村・藤崎町・大鰐町・尾上町・平賀町・常盤村・田舎館村・碇ヶ関村の合併による、新「弘前市」発足を目指したが、合併方式、新市名、議員定数などをめぐって紛糾して合併協議が破談となり、尾上町・平賀町・碇ヶ関村で合併に合意したため、このような形となった。

## 地理
- 河川：平川…岩木川の支流。

## 気候
ケッペンの気候区分によると、平川市は湿潤大陸性気候に属する。12月から2月にかけて日平均気温が氷点下となり、寒さが厳しい。降雪量が多く、周辺の自治体と同様に特別豪雪地帯に指定されている。冬季は-15℃を下回る気温が観測されることが珍しくない。
- 最高気温極値（1976年12月 - ）37.9℃（1999年8月10日）
- 最低気温極値（1976年12月 - ）-17.2℃ (2018年2月2日)[2]

| 碇ケ関アメダス（1991年 - 2020年）の気候 | 碇ケ関アメダス（1991年 - 2020年）の気候 | 碇ケ関アメダス（1991年 - 2020年）の気候 | 碇ケ関アメダス（1991年 - 2020年）の気候 | 碇ケ関アメダス（1991年 - 2020年）の気候 | 碇ケ関アメダス（1991年 - 2020年）の気候 | 碇ケ関アメダス（1991年 - 2020年）の気候 | 碇ケ関アメダス（1991年 - 2020年）の気候 | 碇ケ関アメダス（1991年 - 2020年）の気候 | 碇ケ関アメダス（1991年 - 2020年）の気候 | 碇ケ関アメダス（1991年 - 2020年）の気候 | 碇ケ関アメダス（1991年 - 2020年）の気候 | 碇ケ関アメダス（1991年 - 2020年）の気候 | 碇ケ関アメダス（1991年 - 2020年）の気候 |
| 月                                      | 1月                                     | 2月                                     | 3月                                     | 4月                                     | 5月                                     | 6月                                     | 7月                                     | 8月                                     | 9月                                     | 10月                                    | 11月                                    | 12月                                    | 年                                      |
| --------------------------------------- | --------------------------------------- | --------------------------------------- | --------------------------------------- | --------------------------------------- | --------------------------------------- | --------------------------------------- | --------------------------------------- | --------------------------------------- | --------------------------------------- | --------------------------------------- | --------------------------------------- | --------------------------------------- | --------------------------------------- |
| 最高気温記録 °C （°F）                  | 10.5 (50.9)                             | 15.6 (60.1)                             | 22.5 (72.5)                             | 29.2 (84.6)                             | 31.8 (89.2)                             | 33.0 (91.4)                             | 36.1 (97)                               | 37.9 (100.2)                            | 34.1 (93.4)                             | 27.2 (81)                               | 21.7 (71.1)                             | 15.8 (60.4)                             | 37.9 (100.2)                            |
| 平均最高気温 °C （°F）                  | 0.4 (32.7)                              | 1.5 (34.7)                              | 5.6 (42.1)                              | 13.3 (55.9)                             | 19.6 (67.3)                             | 23.4 (74.1)                             | 26.6 (79.9)                             | 28.0 (82.4)                             | 24.0 (75.2)                             | 17.4 (63.3)                             | 10.0 (50)                               | 3.0 (37.4)                              | 14.4 (57.9)                             |
| 日平均気温 °C （°F）                    | −3.0 (26.6)                             | −2.4 (27.7)                             | 1.0 (33.8)                              | 7.3 (45.1)                              | 13.5 (56.3)                             | 17.7 (63.9)                             | 21.6 (70.9)                             | 22.6 (72.7)                             | 18.3 (64.9)                             | 11.6 (52.9)                             | 5.1 (41.2)                              | −0.6 (30.9)                             | 9.4 (48.9)                              |
| 平均最低気温 °C （°F）                  | −6.9 (19.6)                             | −6.8 (19.8)                             | −3.4 (25.9)                             | 1.8 (35.2)                              | 7.8 (46)                                | 12.8 (55)                               | 17.5 (63.5)                             | 18.4 (65.1)                             | 13.5 (56.3)                             | 6.5 (43.7)                              | 0.9 (33.6)                              | −4.1 (24.6)                             | 4.8 (40.6)                              |
| 最低気温記録 °C （°F）                  | −16.7 (1.9)                             | −17.2 (1)                               | −13.5 (7.7)                             | −8.4 (16.9)                             | −1.2 (29.8)                             | 1.4 (34.5)                              | 7.9 (46.2)                              | 9.1 (48.4)                              | 3.6 (38.5)                              | −1.9 (28.6)                             | −8.0 (17.6)                             | −15.6 (3.9)                             | −17.2 (1)                               |
| 降水量 mm （inch）                      | 112.0 (4.409)                           | 101.1 (3.98)                            | 110.8 (4.362)                           | 111.0 (4.37)                            | 106.0 (4.173)                           | 97.3 (3.831)                            | 164.0 (6.457)                           | 209.4 (8.244)                           | 163.1 (6.421)                           | 137.4 (5.409)                           | 157.6 (6.205)                           | 141.7 (5.579)                           | 1,620.8 (63.811)                        |
| 降雪量 cm （inch）                      | 192 (75.6)                              | 165 (65)                                | 110 (43.3)                              | 5 (2)                                   | 0 (0)                                   | 0 (0)                                   | 0 (0)                                   | 0 (0)                                   | 0 (0)                                   | 0 (0)                                   | 19 (7.5)                                | 133 (52.4)                              | 621 (244.5)                             |
| 平均降水日数 （≥1.0 mm）                | 18.7                                    | 17.0                                    | 16.1                                    | 13.1                                    | 11.5                                    | 9.8                                     | 11.6                                    | 12.0                                    | 11.9                                    | 13.4                                    | 16.7                                    | 19.4                                    | 171.2                                   |
| 平均月間日照時間                        | 47.1                                    | 64.2                                    | 108.5                                   | 164.0                                   | 178.4                                   | 155.7                                   | 131.2                                   | 159.3                                   | 137.9                                   | 133.8                                   | 86.9                                    | 54.9                                    | 1,401.9                                 |
| 出典：気象庁                            |                                         |                                         |                                         |                                         |                                         |                                         |                                         |                                         |                                         |                                         |                                         |                                         |                                         |

## 人口
平成27年国勢調査より前回調査からの人口増減をみると、4.91％減の32,106人であり、増減率は県下40市町村中11位。
| |                                        |  |
| 平川市と全国の年齢別人口分布（2005年） | 平川市の年齢・男女別人口分布（2005年） |  |
| ■紫色 ― 平川市 ■緑色 ― 日本全国 | ■青色 ― 男性 ■赤色 ― 女性              |  |
| 平川市（に相当する地域）の人口の推移 \| 1970年（昭和45年） \| 39,360人 \| \| \| 1975年（昭和50年） \| 38,846人 \| \| \| 1980年（昭和55年） \| 38,979人 \| \| \| 1985年（昭和60年） \| 38,932人 \| \| \| 1990年（平成2年） \| 37,948人 \| \| \| 1995年（平成7年） \| 36,876人 \| \| \| 2000年（平成12年） \| 36,454人 \| \| \| 2005年（平成17年） \| 35,336人 \| \| \| 2010年（平成22年） \| 33,764人 \| \| \| 2015年（平成27年） \| 32,106人 \| \| \| 2020年（令和2年） \| 30,567人 \| \| |                                        |  |
| 総務省統計局 国勢調査より |                                        |  |
| 1970年（昭和45年） | 39,360人                               |  |
| 1975年（昭和50年） | 38,846人                               |  |
| 1980年（昭和55年） | 38,979人                               |  |
| 1985年（昭和60年） | 38,932人                               |  |
| 1990年（平成2年） | 37,948人                               |  |
| 1995年（平成7年） | 36,876人                               |  |
| 2000年（平成12年） | 36,454人                               |  |
| 2005年（平成17年） | 35,336人                               |  |
| 2010年（平成22年） | 33,764人                               |  |
| 2015年（平成27年） | 32,106人                               |  |
| 2020年（令和2年） | 30,567人                               |  |

## 行政

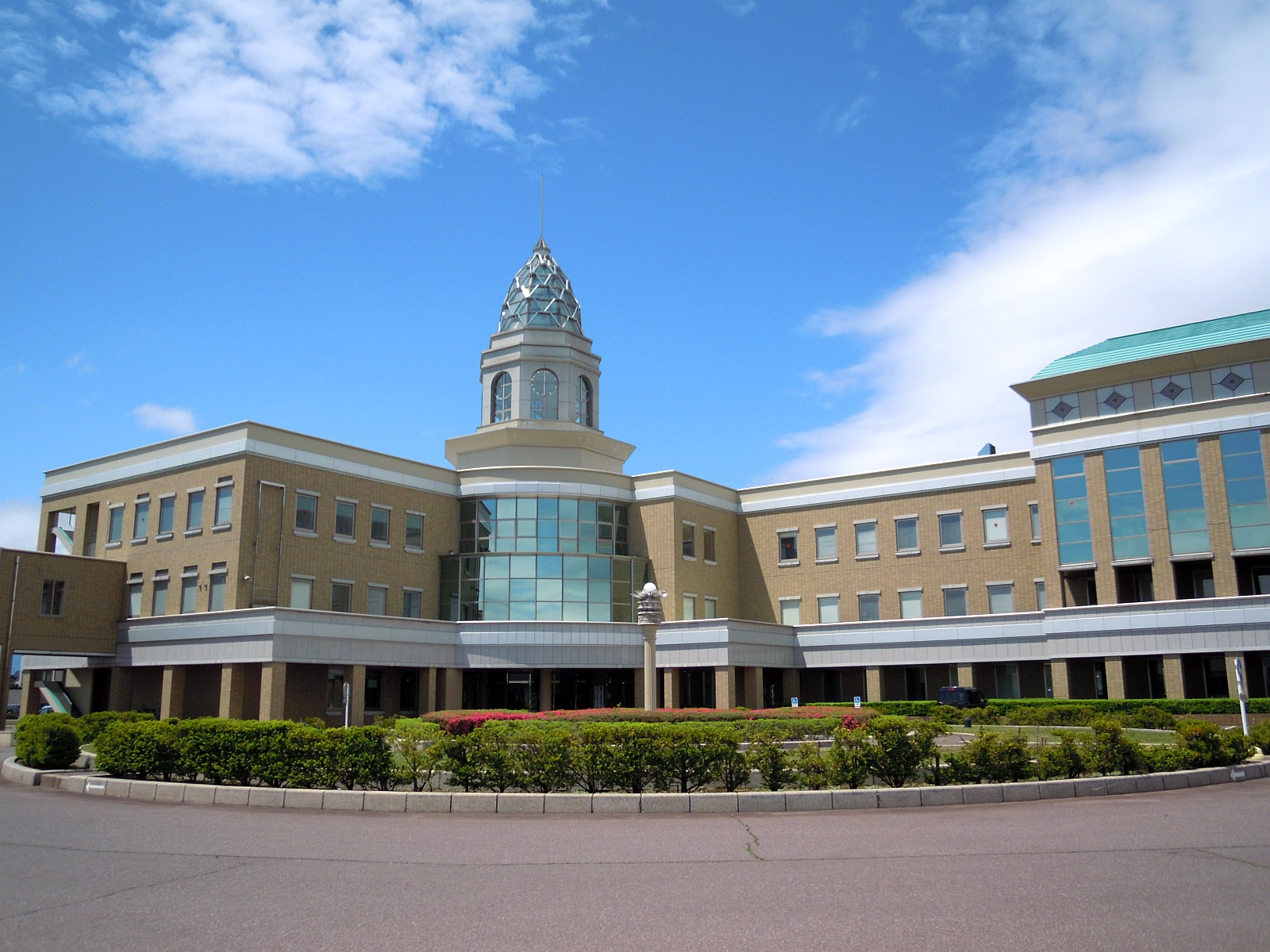
尾上総合支所

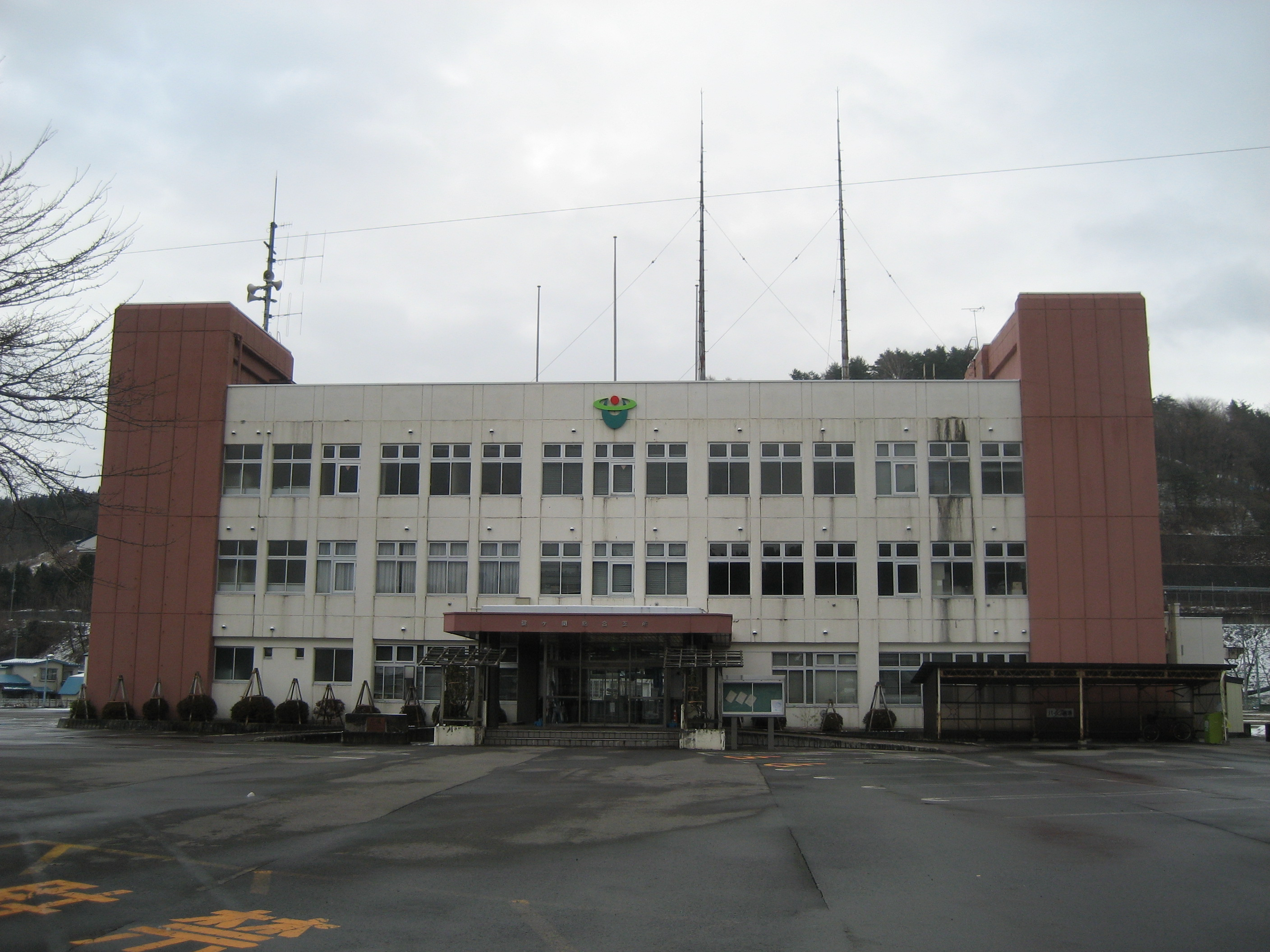
碇ヶ関総合支所

- 市長：長尾忠行（2014年2月5日就任、3期目[4]）

歴代市長
| 代             | 氏名       | 就任年月日   | 退任年月日   | 備考             |
| -------------- | ---------- | ------------ | ------------ | ---------------- |
| 市長職務執行者 | 成田武憲   | 2006年1月1日 | 2006年2月4日 | 旧尾上町長       |
| 初代           | 外川三千雄 | 2006年2月5日 | 2010年2月4日 | 旧平賀町長       |
| 2代            | 大川喜代治 | 2010年2月5日 | 2014年2月4日 | 旧平賀町議会議長 |
| 3代            | 長尾忠行   | 2014年2月5日 | 現職         |                  |

- 庁舎
  - 本庁舎：036-0104 平川市柏木町藤山25番地6
  - 尾上総合支所：036-0242 平川市猿賀南田15番地1
  - 碇ヶ関総合支所：038-0192 平川市碇ヶ関三笠山107番地3
  - 葛川支所：036-0172 平川市葛川田の沢口5番地1

## 立法

### 市議会
- 定数：16名[5]
- 任期：2019年（令和元年）8月1日 - 2023年（令和5年）7月31日
- 議長：福士稔（誠心会）
- 副議長：大澤敏彦（新生会）

| 会派名 | 議席数 | 議員名（◎は代表）                                                 |
| ------ | ------ | ----------------------------------------------------------------- |
| 誠心会 | 7      | ◎長内秀樹、山田忠利、工藤貴弘、工藤秀一、佐藤保、桑田公憲、福士稔 |
| 新生会 | 4      | ◎石田隆芳、大澤敏彦、葛西勇人、山谷洋朗                           |
| 無会派 | 5      | 齋藤律子、工藤竹雄、斎藤剛、原田淳、中畑一二美                    |

- 2014年（平成26年）7月16日：平川市長選における選挙違反（買収）で平川市議会議員定数20名のうち15名が逮捕された[6][7][8][9]。

### 県議会
- 選挙区：平川市選挙区
- 定数：2名
- 任期：2019年（平成31年）4月30日 - 2023年（令和5年）4月29日

| 氏名       | 会派名     | 当選回数 |
| ---------- | ---------- | -------- |
| 山口多喜二 | 自由民主党 | 1        |
| 工藤義春   | 自由民主党 | 2        |

## 対外関係

### 姉妹都市･提携都市

#### 海外
提携都市
- 台中市（中華民国 直轄市） 
2016年（平成28年）12月14日 友好都市提携

#### 国内
提携都市
- 山田町（岩手県）
  - 1990年（平成2年）8月2日、平賀町が友好親善都市締結
- 南九州市（鹿児島県）
  - 2000年（平成12年）1月1日、平賀町と旧知覧町が友好親善都市締結

## 郵便

### 直営郵便局

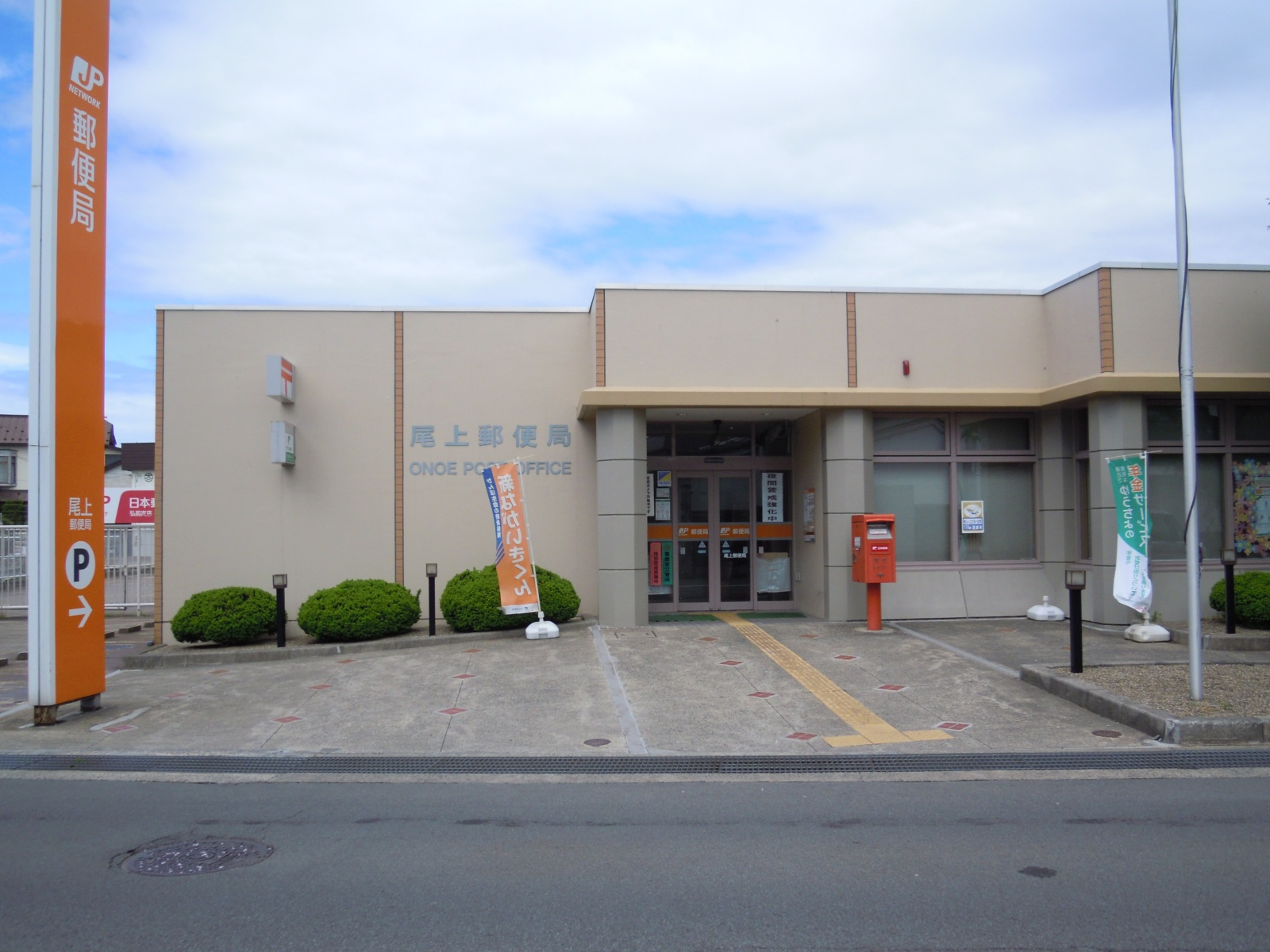
尾上郵便局庁舎

- 碇ヶ関郵便局〔集配局〕（84021）
- 尾上郵便局〔集配局〕（84022）
- 平賀郵便局〔集配局〕（84047）
- 平賀新屋郵便局（84166）
- 平賀本町郵便局（84205）

### 簡易郵便局
- 葛川簡易郵便局（84712）
- 新屋簡易郵便局（84774）
- 唐竹簡易郵便局（84801）

## 産業

### 商業施設
- イオンタウン平賀
  - マックスバリュ平賀店（イオン東北運営）
  - ホーマックスーパーデポ平賀店
  - ツルハ平賀店 ほか
- さとちょう 平賀店
- さとちょう 尾上店
- さとちょう 平賀駅前店
- いとく平賀店

## 教育

### 高等学校
県立
- 尾上総合高等学校
- 柏木農業高等学校

※ 平川市内の高校受験生は青森県内の公立高の他、秋田県の大館、能代、鹿角、北秋田、小坂の各市町に所在の公立高を受験できる。

### 中学校
市立
- 尾上中学校
- 平賀西中学校
- 平賀東中学校
- 碇ヶ関中学校

※以下は廃校。
- 小国中学校（2011年・平賀東中学校へ統合）
- 葛川中学校（2014年・尾上中学校へ統合）

### 小学校
市立
- 金田小学校
- 猿賀小学校
- 柏木小学校
- 大坊小学校
- 小和森小学校
- 松崎小学校
- 竹館小学校
- 平賀東小学校
- 碇ヶ関小学校

※以下は廃校。
- 小国小学校（2011年・竹館小学校へ統合）
- 広船小学校（2012年・平賀東小学校へ統合）
- 葛川小学校（2014年・金田小学校へ統合）

## 交通

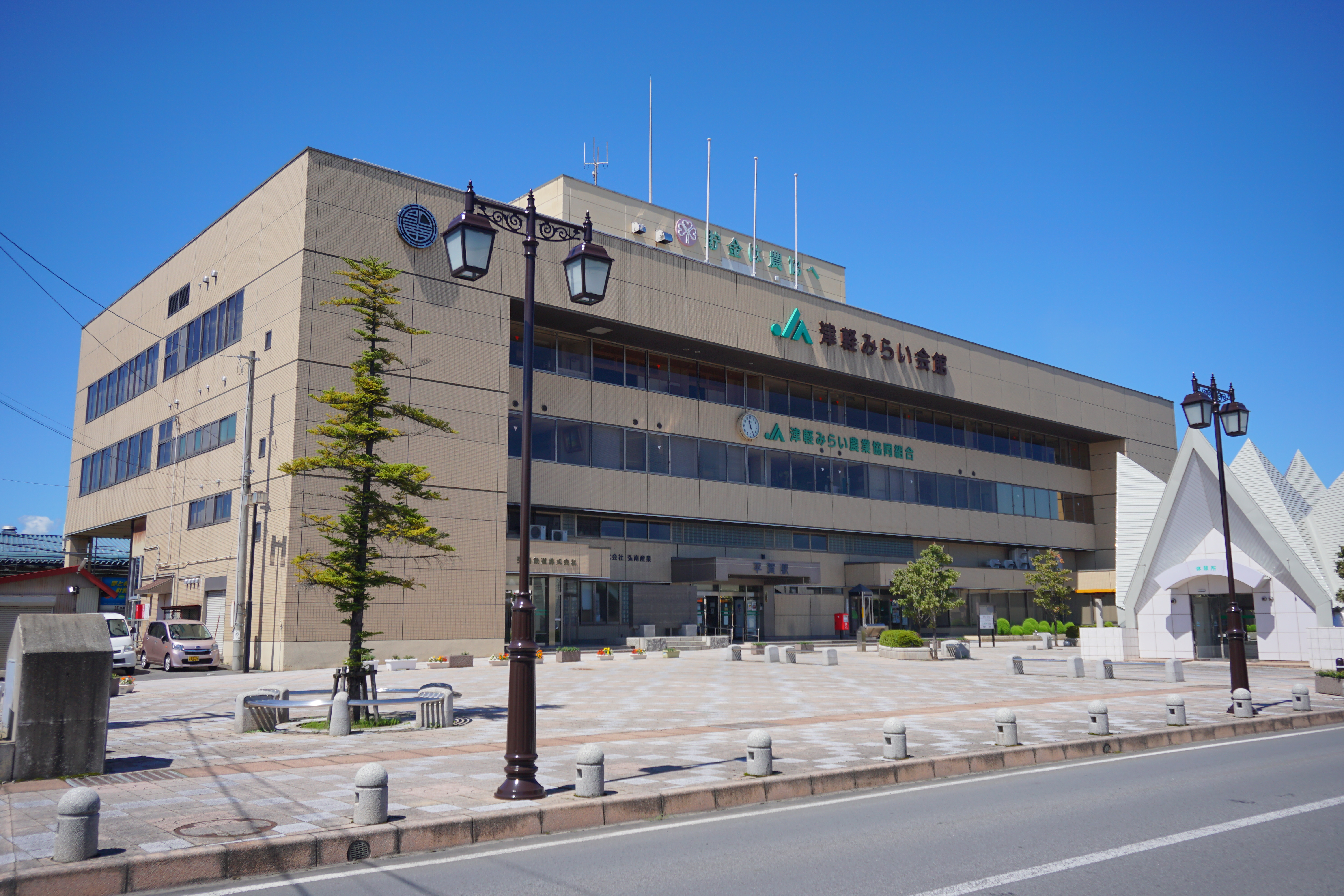
平賀駅

### 鉄道路線
- 東日本旅客鉄道
  - 奥羽本線：津軽湯の沢駅 - 碇ケ関駅
- 弘南鉄道
  - 弘南線：館田駅 - 平賀駅 - 柏農高校前駅 - 津軽尾上駅 - 尾上高校前駅
- 中心となる駅：平賀駅

### 道路
- 高速道路
  - E4 東北自動車道
  - 碇ヶ関IC
- 一般国道
  - 国道7号
  - 国道102号
  - 国道282号
  - 国道454号
- 主要地方道
  - 青森県道13号大鰐浪岡線
  - 青森県道41号弘前環状線

- 一般県道
  - 青森県道104号館田停車場線
  - 青森県道105号平賀停車場本町線
  - 青森県道106号尾上停車場線
  - 青森県道109号弘前平賀線
  - 青森県道116号金屋尾上線
  - 青森県道117号尾上日沼線
  - 青森県道135号吹上金屋黒石線
  - 青森県道144号平賀門外線
  - 青森県道202号碇ケ関大鰐停車場線
  - 青森県道205号町居平賀停車場線
  - 青森県道237号碇ケ関停車場線
  - 青森県道268号弘前田舎館黒石線
  - 青森県道282号小国本町線

### バス路線

#### 路線バス
- 弘南バス
  - 弘前 - 碇ヶ関線 （弘前 - 石川 - 大鰐 - 碇ヶ関）
  - 弘前 - 尾上線 （弘前 - 日沼 - 猿賀 - 尾上）
  - 黒石 - 尾上線 （黒石 - 高賀野 - 尾上）
  - 黒石 - 温川線 （黒石 - 温湯 - 板留 - 小国 - 葛川 - 温川）
  - 弘前 - 薬師堂北口線 （弘前 - 大坊 - 薬師堂北口）
- 平川市循環バス
  - 新屋・尾崎線
  - 唐竹・広船線
  - 杉館・松崎線
  - 岩館・大坊線
  - 新屋・尾崎地区直通バス （冬期のみ運行）

#### 高速バス
- あすなろ号（青森 - 碇ヶ関（碇ヶ関IC前） - 盛岡）

## 名所・旧跡・観光スポット・祭事・催事
- 旧尾上町

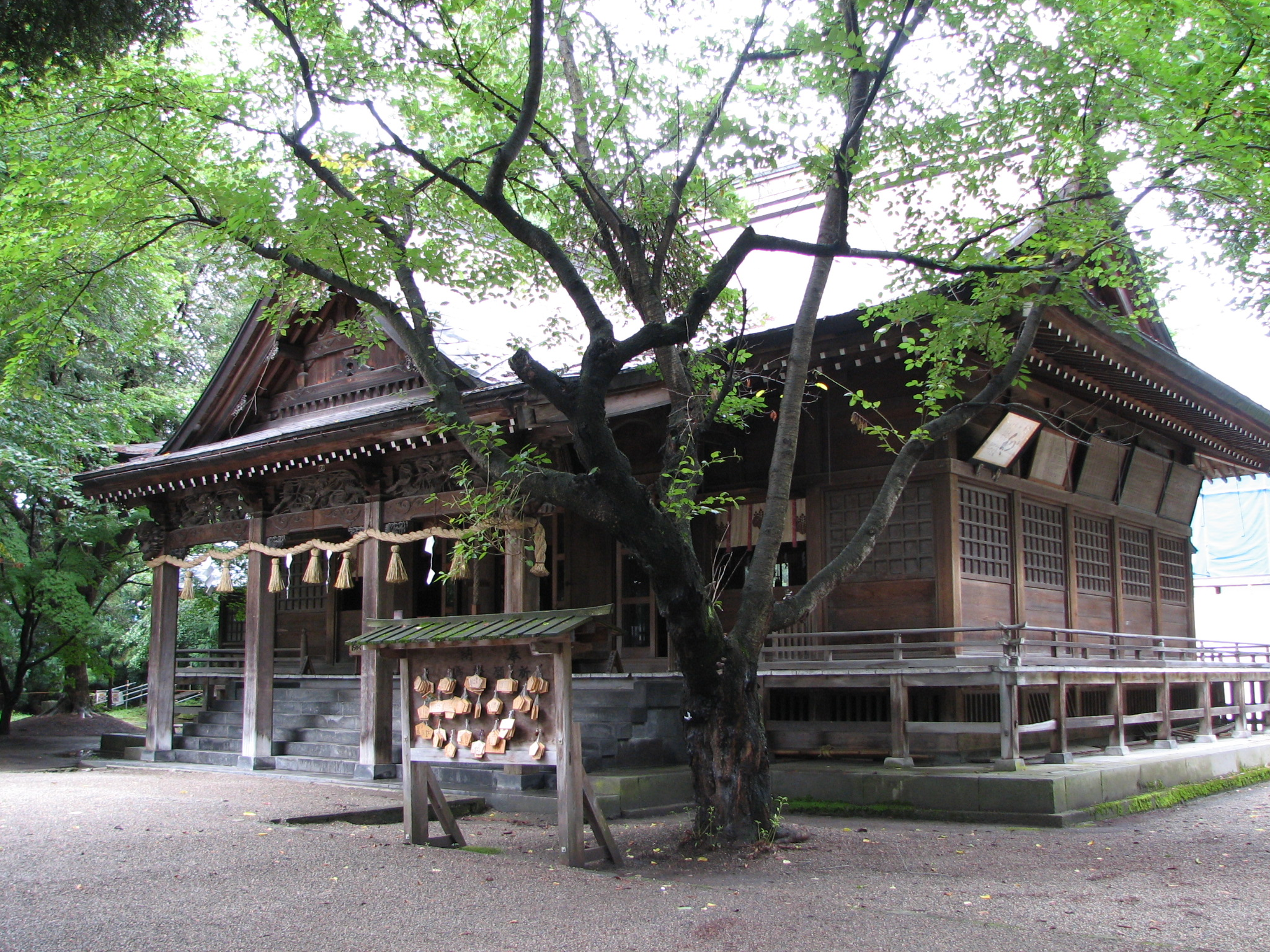
猿賀神社拝殿

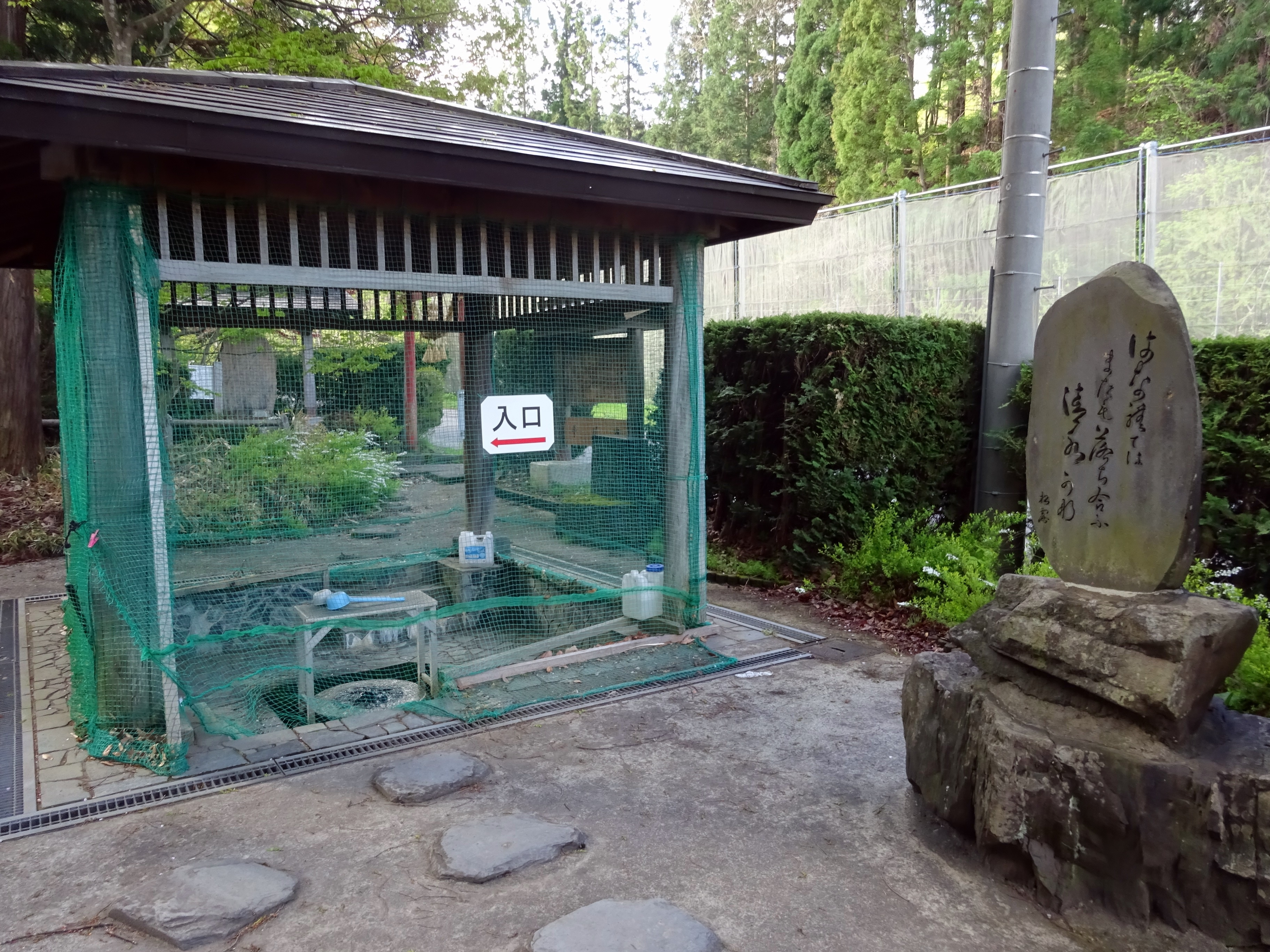
渾神の清水（いがみのしつこ）

  - 盛美園〔猿賀石林1〕（回遊式日本庭園） - 盛美館（擬洋風建築）
  - 清藤氏書院庭園〔猿賀石林1〕名勝 
  - 猿賀神社 〔猿賀石林〕本殿（県重宝）
  - 八幡崎遺跡（やはたざきいせき）（八幡崎字宮本）青森県史跡 、縄文時代晩期。
- 旧平賀町
  - 平川ねぷた祭り…毎年8月2日 - 3日に開催。
  - 名水百選「渾神の清水（いがみのしつこ）」
  - 平賀温泉郷
  - 郷土資料館（文化センター内、光城）
- 旧碇ヶ関村
  - 碇ヶ関御関所：かつて弘前藩が設けていた関所を再現したもの。
  - 関所まつり
  - 碇ヶ関温泉郷
    - 秋元温泉
    - 相乗温泉

## 平川市を舞台にした作品
- じいさんばあさん若返る - 新挑限作[10]

## 出身・関連著名人
- 北海大太郎 - 元力士
- 陸奥錦秀二郎 - 元力士
- 朝錦利則 - 元力士
- 岸千恵子 - 民謡歌手
- 桜田誠一 - 作曲家
- Ichiro - ミュージシャン、ギタリスト
- 山田スイッチ - コラムニスト（平川市在住）
- 駒井蓮 - 女優、モデル
- 新挑限 - 漫画家[11]